# Cimetière de l'Est de Minsk
Le cimetière de l'Est (en russe: Восточное кладбище; biélorusse : Усходнія могілкі) est un cimetière situé à Minsk, la capitale de la Biélorussie. Il s'étend sur 24 hectares.

## Histoire
Ce cimetière a ouvert en 1952; il se trouvait à l'origine aux confins de la ville. On y trouve à l'origine les tombes de personnalités de la République socialiste soviétique de Biélorussie, ainsi que des scientifiques et des figures éminentes de la culture,,,, et il a la réputation d'un cimetière d'élite et de nécropole de personnalités politiques. Le président Vladimir Poutine l'a visité officiellement en 2001, accompagné d'Alexandre Loukachenko.
Le cimetière de l'Est abrite aussi des tombes communes de soldats tués pendant la Grande Guerre patriotique et l'on remarque un monument dédié aux victimes de la tragédie du métro Nemiga.

## Tombes remarquables
- Ouladzimir Karatkievitch (Vladimir Korotkievitch) (1930-1984), homme de lettres biélorusse et soviétique
- Piotr Macherov (1918-1980), Premier secrétaire du parti communiste de Biélorussie (1965-1980).
- Ianka Mawr (1883-1971), écrivain biélorusse et soviétique.
- Vladimir Mouliavine (1941-2003), musicien soviétique; sa tombe orné d'une sculpture est l'une des plus visitées[3].
- Nikolaï Yeriomenko père (1926-2000) et fils (1949-2001), acteurs soviétiques et russes

## Illustrations

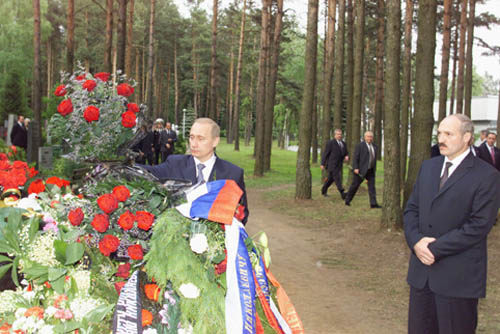
Visite de Vladimir Poutine et Alexandre Loukachenko, le 1er juin 2001. Le président Poutine fleurit la tombe des acteurs Nikolaï Yeriomenko, père et fils.
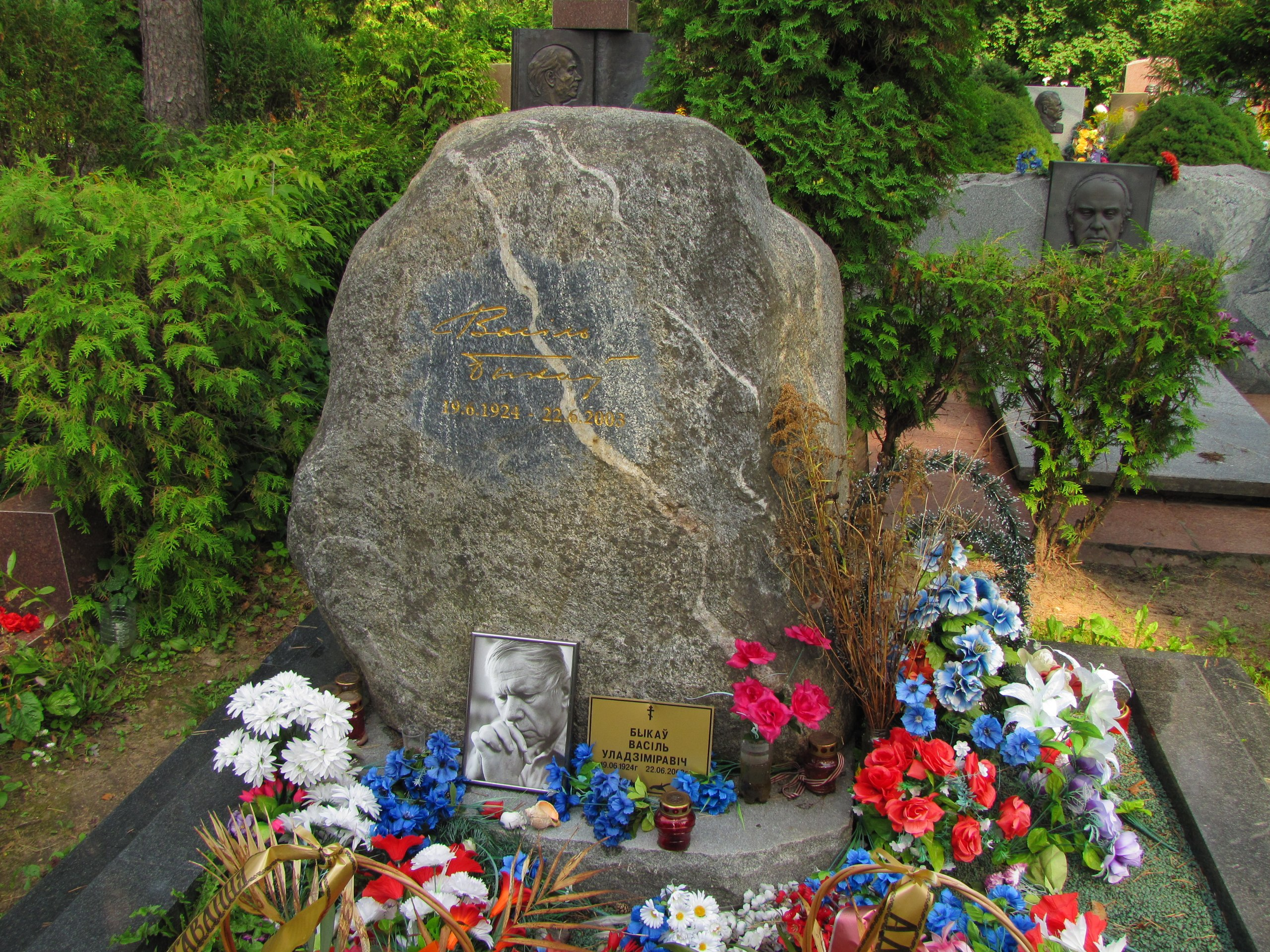
Tombe de l'écrivain Vassili Bykov
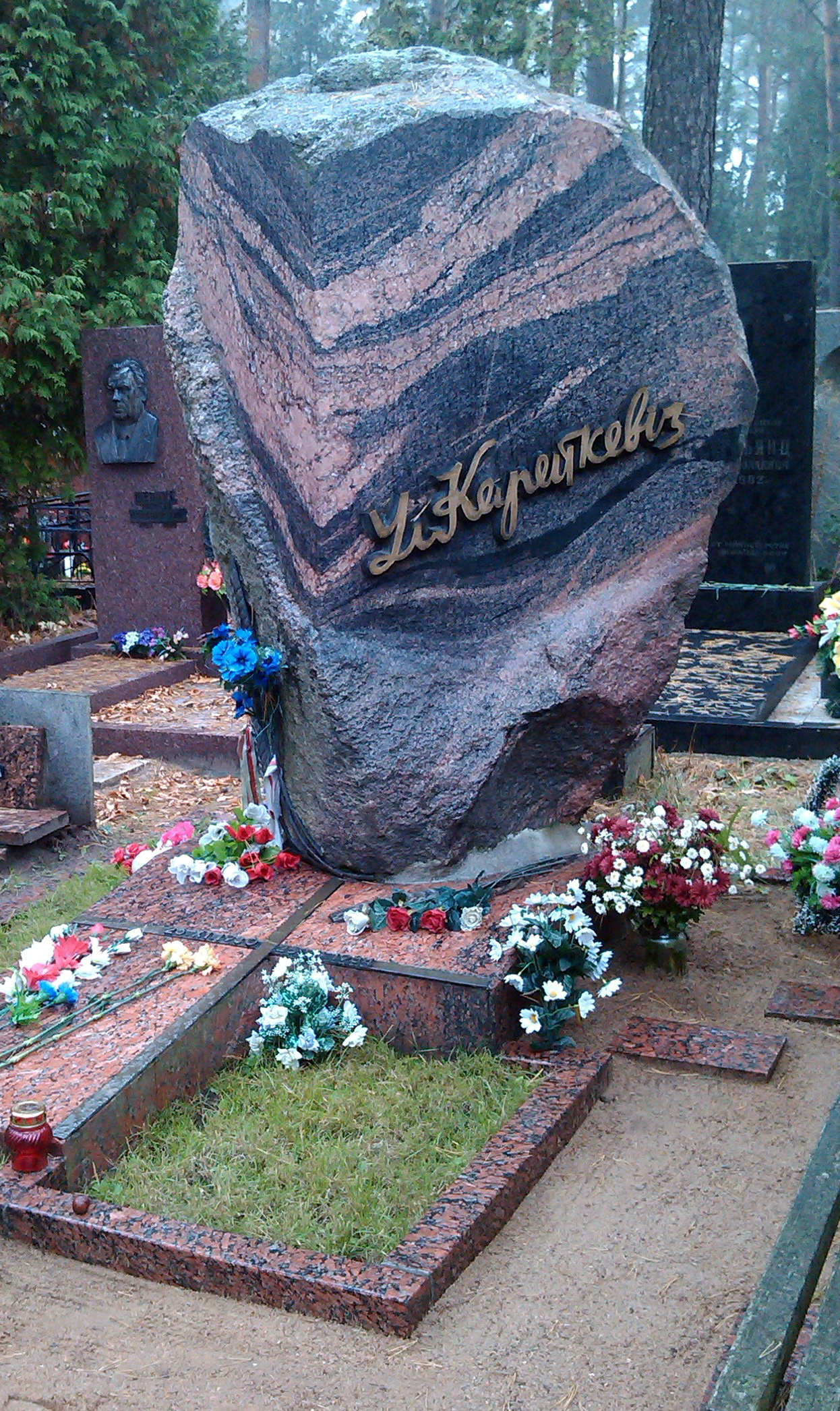
Tombe de l'écrivain Vladimir Korotkievitch
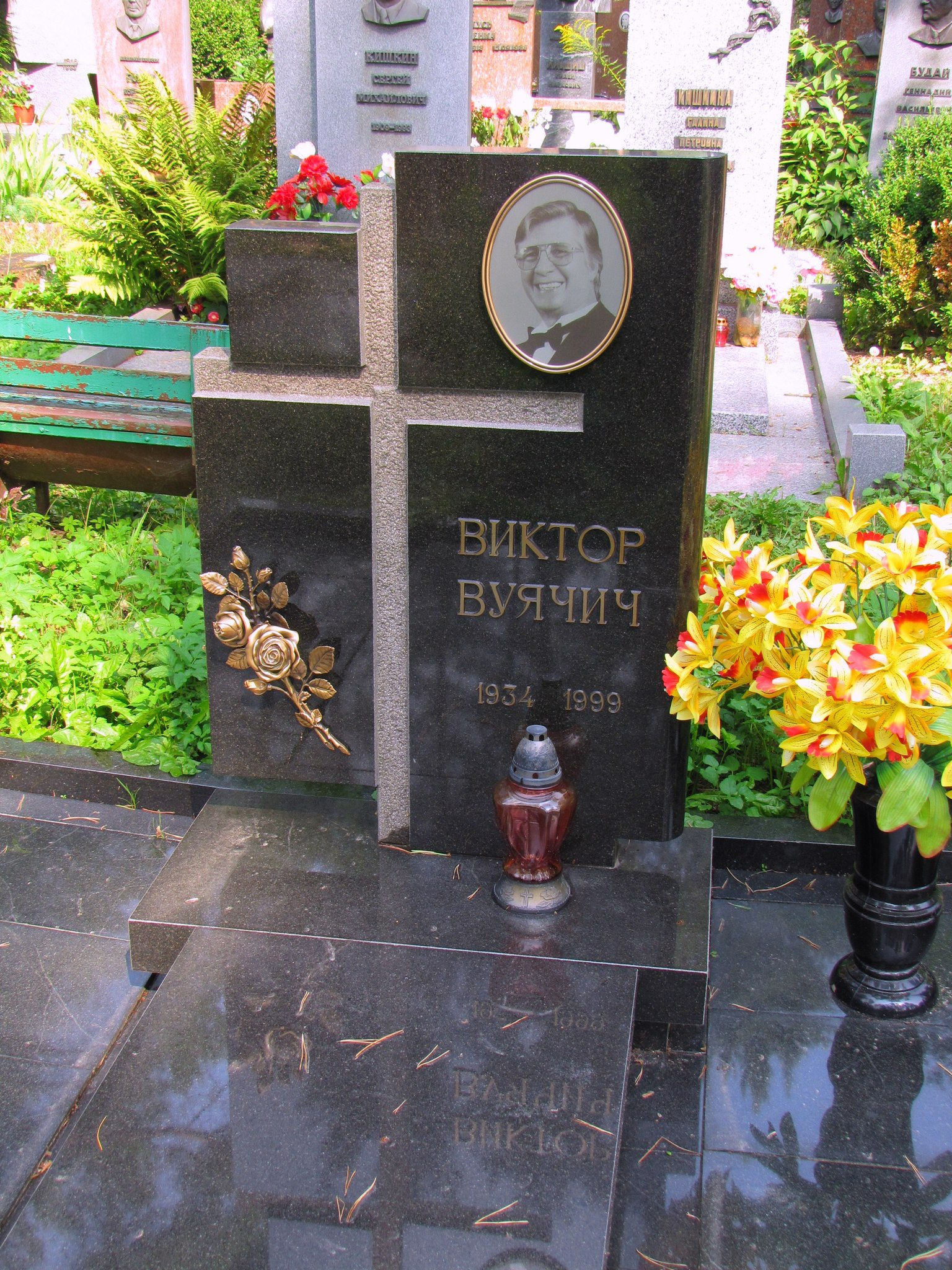
Tombe du chanteur Viktor Vouïatchitch
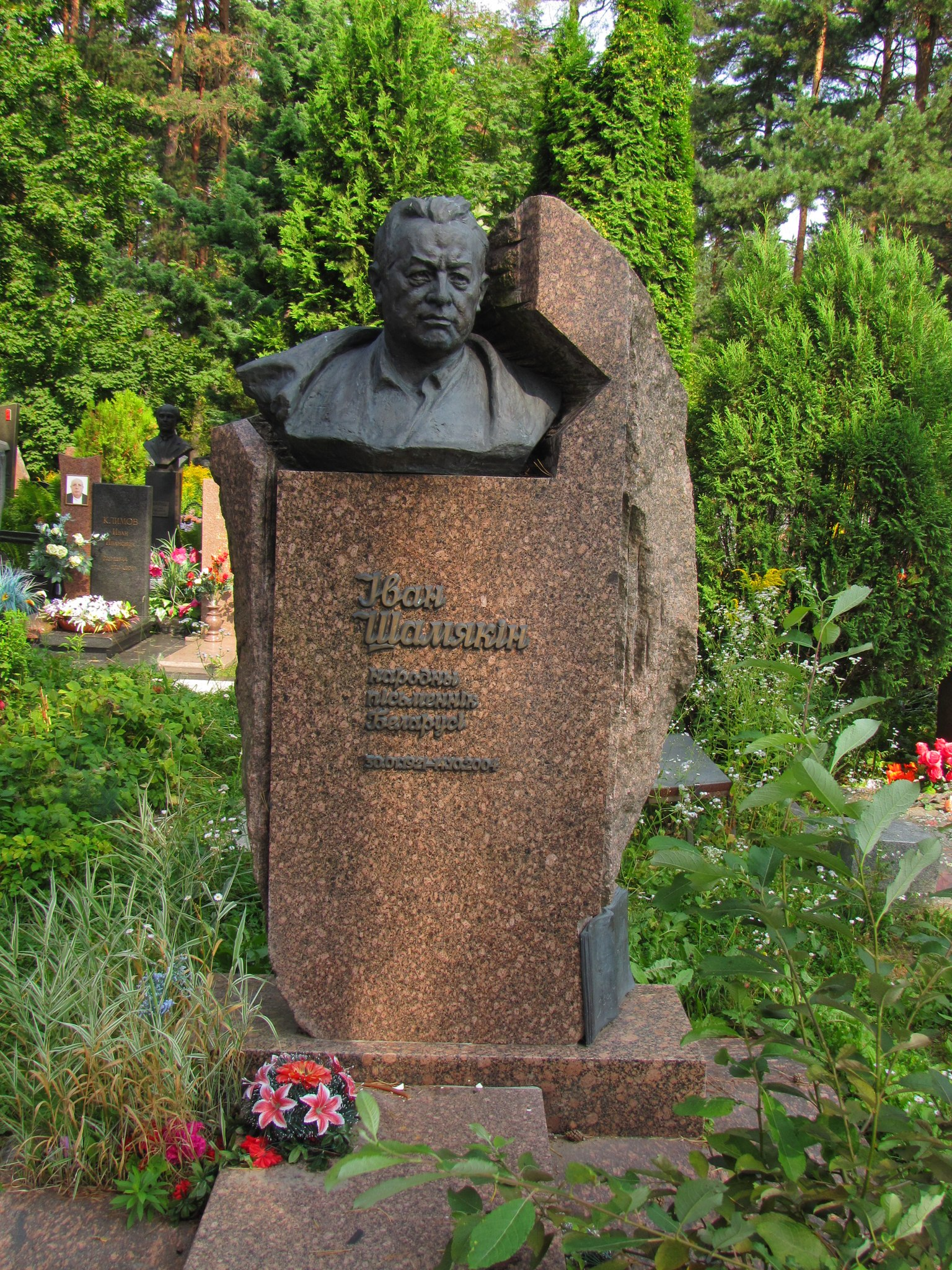
Tombe d'Ivan Chamiakine
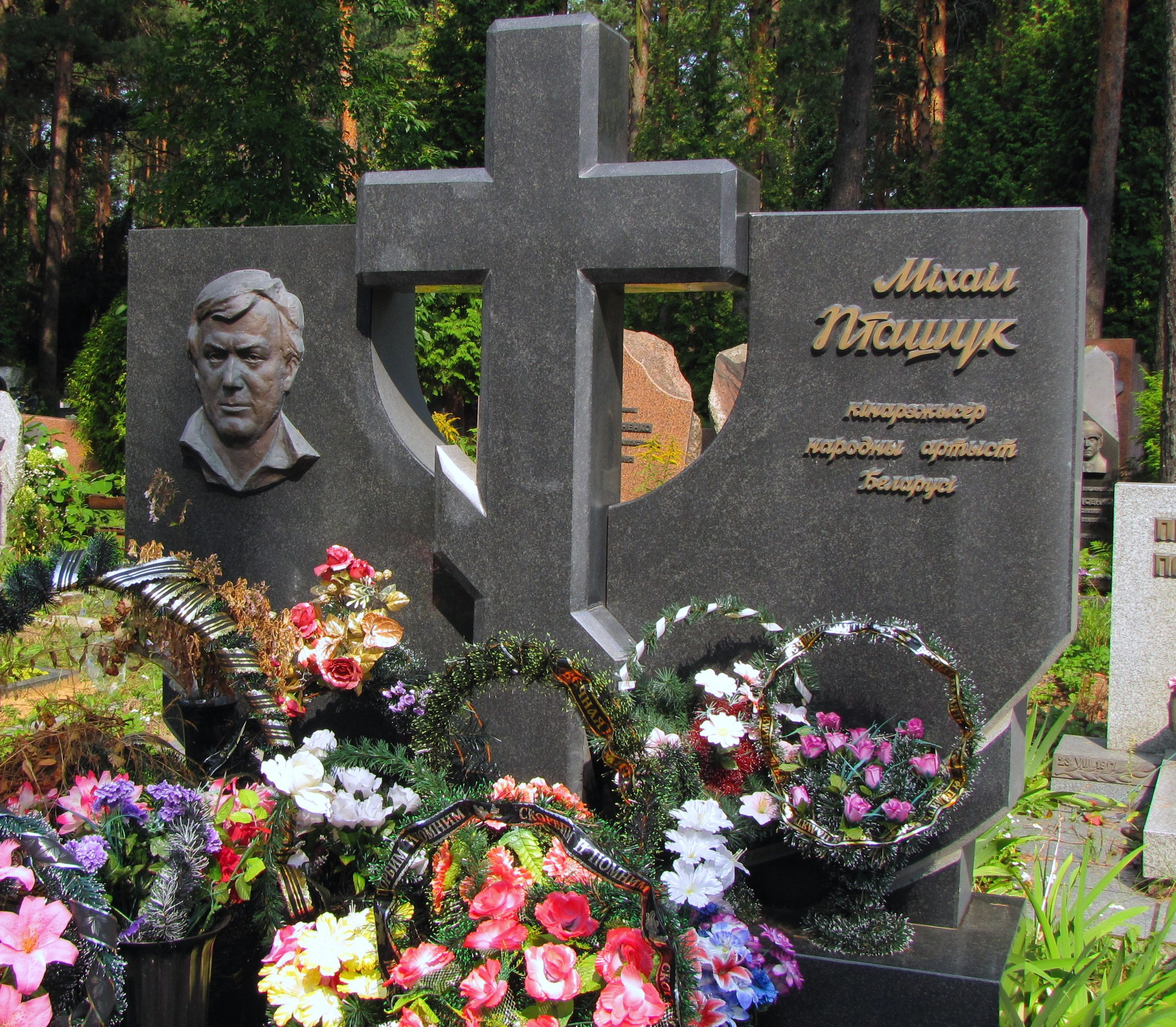
Tombe du réalisateur Mikhaïl Ptachouk
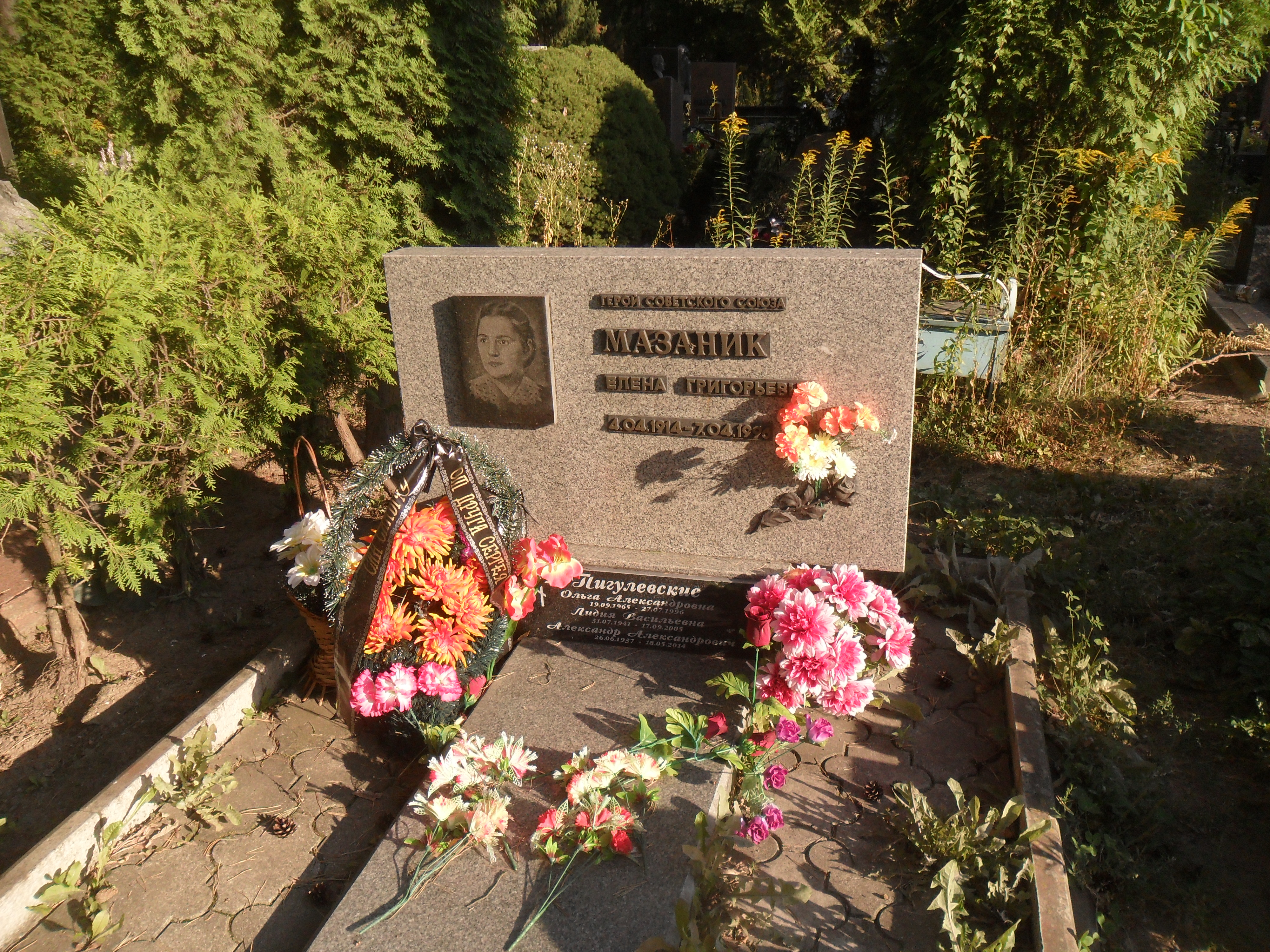
Tombe de Yelena Mazanik